# مادیل (اکلاهما)
مادیل(به انگلیسی: Madill) شهری در ایالت اکلاهما کشور ایالات متحده آمریکا است که جمعیت آن در سرشماری سال ۲۰۱۰ میلادی، ۳٬۷۷۰ نفر بوده‌است.